# وليام إيليري
وليام إيليري (بالإنجليزية: William Ellery)‏ (و. 1727 – 1820 م) هو قاضي من المملكة المتحدة. ولد في نيوبورت.
توفي في نيوبورت، عن عمر يناهز 93 عاماً.

## مناصب
تولى منصب List of lieutenant governors of Rhode Island.

## معرض صور

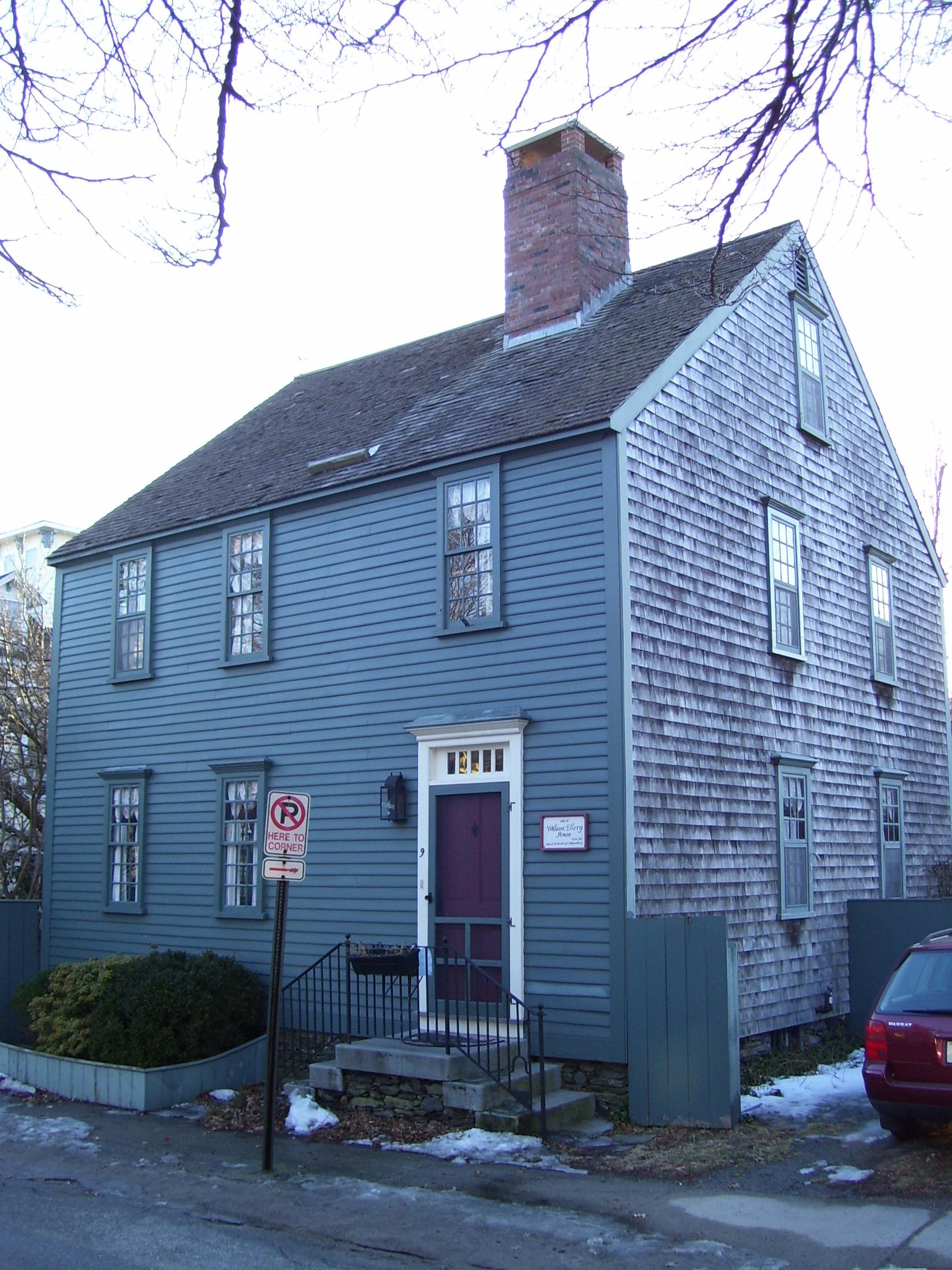
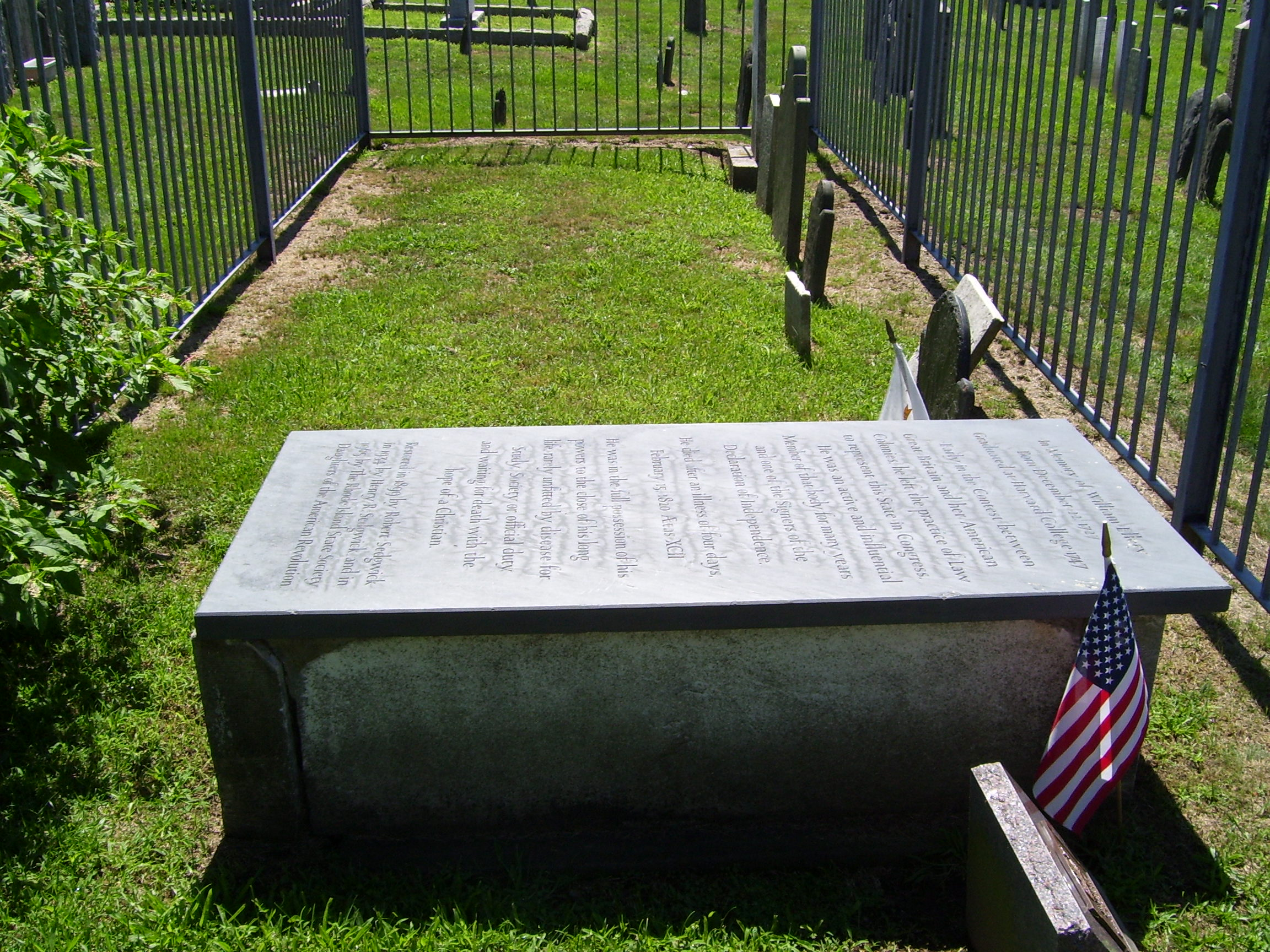
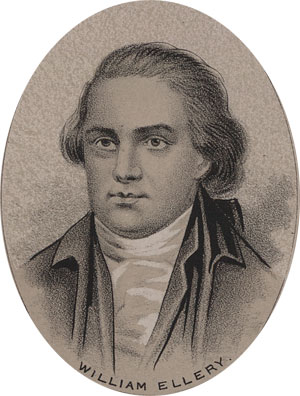
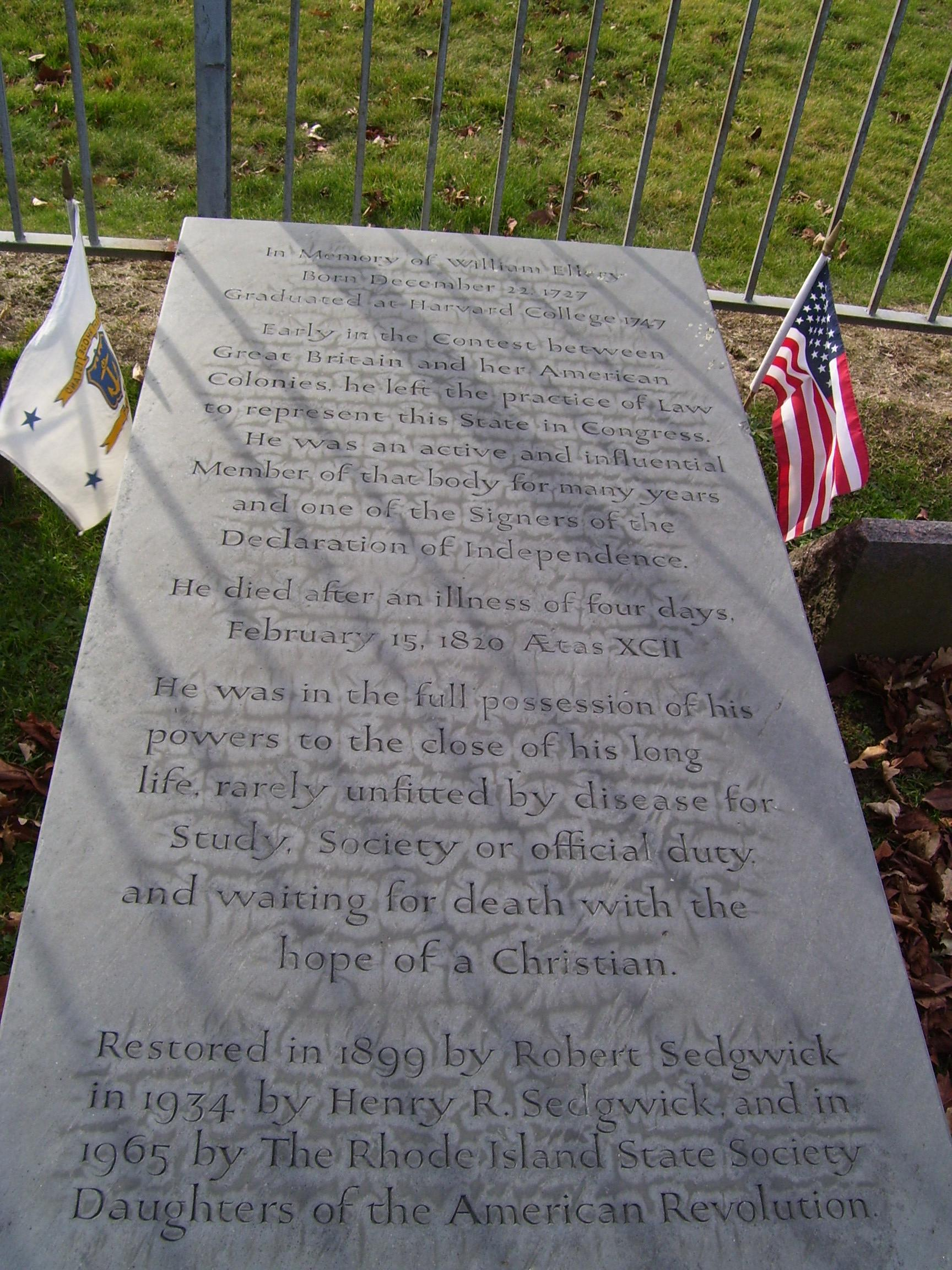

## التعليم
تعلم في جامعة هارفارد.